# Griveta fumada
La griveta fumada (Catharus fuscater) és un ocell de la família dels túrdids (Turdidae).

## Hàbitat i distribució
Habita la selva pluvial i boscos, a les muntanyes de Costa Rica i Panamà, Colòmbia, oest de Veneçuela, cap al sud, a través dels Andes a l'oest i est de l'Equador i Perú fins l'oest de Bolívia.